# Тимотей Ламнис
Тимотей (на гръцки: Τιμόθεος, Тимотеос) е гръцки духовник, митрополит на Вселенската патриаршия.

## Биография
Роден е в 1872 година със светско име Ламнѝс (Λαμνής) в Митилини на остров Лесбос. В 1896 година завършва Семинарията на Халки. Става протосингел на Родоската митрополия, а по-късно на Кизическата.
На 8 юли 1901 година е ръкоположен за титулярен троадски епископ, викарен епископ на митрополит Константин Кизически. Ръкополагането е извършено от митрополит Константин Кизически в съслужение с митрополитите Константин Ганоски и Хорски и Софроний Мраморноостровен. На 25 май 1906 година е избран за митрополит на Месемврийската епархия. На 18 май 1910 година става воденски, а на 21 юни 1912 година пловдивски патриаршистки митрополит. По-късно е митрополит на Ганос и Хора (1913 – 1924). На 7 октомври 1924 година Мецовската екзархия е закрита и Тимотей до смъртта си в 1928 година е митрополит новообразуваната митрополия в Мецово. След смъртта му митрополията е закрита.